# Quandary Peak
Quandary Peak je nejvyšší hora pohoří Tenmile Range, v centrální části Colorada, ve Spojených státech amerických. Nachází se v kraji Summit County.
S nadmořskou výškou 4 350 m je Quandary Peak jediným fourteener v pohoří Tenmile Range.

## Název hory
Quandary znamená v překladu z angličtiny do češtiny dilema nebo také bezradnost či rozpaky. Když v roce 1860 zlatokopové a horníci prohledali celé pohoří a takřka obrátili každý kámen, našli na úbočí hory jednu z rud, kterou před tím nikde neviděli. Odnesli ji do města Breckenridge místním znalcům a geologům k identifikaci. Ani ti, ale nedokázali určit původ rudy, a tak z dané situace vznikl název hory Quandary Peak. V současnosti geologové stále nevědí o jakou rudu se jedná.

## Geografie
Západně leží pohoří Sawatch Range, jižně se nachází Mount Lincoln, nejvyšší hora Mosquito Range, severně pokračuje hlavní hřeben pohoří vrcholy Peak 9 a Peak 8 a severovýchodně leží město Breckenridge.